# 美国国际开发署
美国国际开发署（英語：United States Agency for International Development，另稱美國國際開發總署）是承担民間美國對外援助與對發展中國家发展援助的联邦政府独立机构，繼承国际合作总署的職能。美國國際開發總署年度預算達270億美金，占美国对外援助的一半以上，是發展援助國家中預算總金額最高的援外組織。特朗普政府在2025年7月1日之前将USAID的大部分职能移交给国务院。
美國國會藉由對外援助法案授權美國國際開發署，依照美国国务院與美國國安會的外交政策，力求“为海外那些为过上美好生活而努力、进行着灾后重建以及为求生活于民主自由之国家而奋斗的人们提供帮助”。美國國際開發署的任務計畫遍及超過一百個國家，主要位於非洲、亞洲、拉丁美洲、中東與東歐等地區。

## 撤销
2025年1月20日，美国總統唐納·川普上任，随後他下令幾乎全面凍結所有對外援助。幾天後，美国國務卿馬可·盧比奧發布了人道主義援助豁免令，儘管如此對於相關機構應該如何實行仍存在許多困惑。而在川普上任當日簽署的另一項行政命令中成立了由当时的全球首富埃隆·马斯克領導的諮詢組織「政府效率部」。1月27日，开发署的官方政府網站被關閉。
2025年2月3日，美国政府效率部首長马斯克在X的Spaces對話中宣布，他和时任美国总统川普正在永久關閉美國國際開發署。他回应了对国际开发署资助武汉病毒研究所研究冠状病毒的指控，他在對話中批評USAID並將其形容為「犯罪組織」，亦指控其使用美國納稅人的錢參與並資助了2019冠狀病毒的研发，直接或间接导致后来2019冠状病毒病疫情的发生，同时认为USAID是“仇恨美国的激进左派的马克思主义者的毒蛇窝”。同日，馬斯克再次在X上發文批評美国国家民主基金会，認為該機構是一個騙局。隨後，USAID被美國國土安全部與安保人員封鎖，马斯克稱时任美国总统川普已經同意關閉該機構，該機構將併入美國國務院，在此期间美国国务卿魯比奧獲川普任命兼任美國國際開發署代理署長。
2025年2月6日，維基解密於社交網站X上發文透露USAID總共資助了來自全球707家媒體和279個非政府組織“媒體”的6200名記者。
2025年2月14日，美国政府效率部決定不再交付原來分配給美国国家民主基金会的資金，導致該机构处于瘫痪状态，并暫停資助多個監察中國人權等狀況的非政府組織。
2025年3月10日，美国國務卿盧比奧宣布废止美国国际开发署管辖的5200件项目合同，占总项目数的83%。剩余的项目转交美国国务院。
2025年3月11日，美國國際開發署指示僱員大規模「清理機密保險櫃和人事文件」，甚至表示如果碎紙機壞掉，就將文件焚燒。USAID代理秘書卡爾在電郵中表示，「先粉碎盡可能多的文件，並準備『焚燒袋』，以防碎紙機無法運作或需要休息。」郵件中還指示在「焚燒袋」上標註「機密」或USAID相關標籤。
2025年7月1日，特朗普政府正式关闭美国国际开发署。